# 45 Grave
45 Grave is een Amerikaanse punkrockband uit Los Angeles, Californië, opgericht in 1979. De oorspronkelijke band ging uit elkaar in 1985, maar zangeres Dinah Cancer bracht de band vervolgens weer tot leven.

## Bezetting
Huidige bezetting
- Dinah Cancer (zang, 1979–1990, 2004–heden)
- Tom Coyne (drums, 2008–heden)
- Brandden Blackwell (basgitaar, 2009–heden)
- Dylan Thomas (gitaar, 2014–heden)

Toermuzikanten
- Del Hopkins (drums, keyboards, 1980–1986)
- Bruce Duff (basgitaar, 1983–1985)

Voormalige leden
- Paul B. Cutler (gitaar, achtergrondzang, keyboards, 1979–1990)
- Rob Graves (alias Rob Ritter) (basgitaar, achtergrondzang, 1979–1990; †1990)
- Don Bolles (drums, achtergrondzang, 1979–1990)
- Paul Roessler (keyboards, achtergrondzang, 1980–1990)
- Pat Smear (gitaar, 1981)
- Mikey Borens (gitaar, 1983–1984)
- Lisa Pifer (basgitaar, 2004–2009)
- Jamie Pina (gitaar, 2004–2006)

- Rikk Agnew (gitaar, 2004-2005)
- Mike 'Thrashhead' Sullivan (drums, 2004–2007)
- L. Ron Jeremy (gitaar, 2006–2010)
- Kenton Holmes (gitaar, 2006–2010)
- Stevyn Grey (drums, 2007–2008)
- Frank Agnew (gitaar, 2010–2013)
- Mark Bolton (gitaar, 2011-2014)

## Geschiedenis
De band is geformeerd door Paul B. Cutler in Los Angeles tijdens de punkrock-beweging, geformeerd naast de band Vox Pop met bijna dezelfde bezetting, die twee singles produceerde. De oorspronkelijke bezetting bestond uit Dinah Cancer (voorheen Castration Squad) op zang, Cutler (voorheen van de Consumers) op gitaar, Rob Graves (ook bekend als Rob Ritter, voorheen van de Exterminators, The Bags en The Gun Club) op basgitaar en Don Bolles (van de Exterminators, de Germs en Nervous Gender) op drums. De naam, volgens Bolles, is afgeleid van een mysterieuze knop die Cutler in een kringloopwinkel vond en aan Bolles gaf voor Kerstmis met de tekst "WE DIG 45 GRAVE". Bolles zei dat dit de naam van de band moest zijn, en iedereen was het daarmee eens.
In 1980 nam 45 Grave hun eerste uitgebrachte nummer Riboflavin Flavored, Non-Carbonated, Poly-Unsaturated Blood op, dat op het Los Angeles Free Music Society-verzamelalbum Darker Skratcher stond. Het lied was een coverversie van het noveltylied dat oorspronkelijk werd uitgevoerd door Don Hinson en de Rigamorticians op hun albumuitgave Monster Dance Party uit 1964. De 45 Grave-opname (net als het origineel, geproduceerd door Gary S. Paxton van Skip & Flip) bereikte een cultstatus en werd een kenmerkend nummer van de liveoptredens van de band.
In het begin begon de band met het spelen van de nummers van The Consumers die Cutler had geschreven, met teksten die waren aangepast aan de zangstijl van Cancer, voordat ze zich concentreerde op het componeren van nieuw materiaal zoals Black Cross (uitgegeven als single in 1981, met Pat Smear van the Germs op gitaar op de B-kant Wax) en het snelle punknummer Partytime (dat later werd vertraagd en herbewerkt op hun debuutalbum en enige studio-publicatie uit 1983, Sleep in Safety). Een ander kenmerkend nummer van 45 Grave, Evil, was te zien op MTV en bandleden verschenen als extra's in Blade Runner van Ridley Scott. Ondanks dat ze nooit groot succes behaalden, werd 45 Grave erkend als een van de eerste Amerikaanse gothicbands, die dateert van vóór de oprichting van Christian Death. Het Grammy Museum in Los Angeles noemde 45 Grave en Christian Death als vroege voorstanders van de Amerikaanse Gothic Rock.
In 1985 verscheen een nieuwe, zwaardere versie van Partytime op de soundtrack van de film The Return of the Living Dead, samen met nummers van bands als T.S.O.L. en The Cramps. De band werd opnieuw geformeerd in 1988 voor een korte tournee, die werd opgenomen en uitgebracht als Only the Good Die Young. Toen Graves in 1990 stierf door een overdosis drugs, brak de band echter opnieuw uiteen.
In 2004 werd 45 Grave weer geformeerd om hun 25-jarig jubileum te herdenken, met Cancer als enig overgebleven lid van eerdere incarnaties. De bezetting bestond uit bassiste Lisa Pifer (van Snap-Her), gitarist Jamie Pina, drummer Mike 'Thrashhead' Sullivan en voormalig Adolescents en Christian Death-gitarist Rikk Agnew. In 2006 waren Agnew en Pina vervangen door de gitaristen L. Ron Jeremy en Kenton Holmes, die tot 2010 bij de band bleven. Stevyn Gray verving Sullivan op drums in 2007 en werd op zijn beurt vervangen door Tom Coyne in 2008. Brandden Blackwell verving Pifer op bas in 2009.
Night of the Demons, een nieuwe versie uit 2009 van de klassieke cult-horrorfilm uit 1987, bevatte 45 Grave's titelnummer. In 2010 vervoegde Rikks broer Frank Agnew (T.S.O.L., Social Distortion, the Adolescents) de band op gitaar, ter vervanging van Jeremy. Mark Bolton kwam in 2011 op de tweede gitaar. Pick Your Poison, 45 Grave's eerste nieuwe album in 27 jaar, werd in 2012 uitgebracht bij Frontier Records. Het album bevatte een mix van nieuwe nummers, niet-opgenomen oude nummers en een remake van Night of the Demons, waarvoor een video werd geproduceerd. Voormalig Dickies-gitarist Dylan Thomas kwam in 2014 ter vervanging van Bolton.

## Stijl
De muzikale stijl van 45 Grave was geworteld in punkrock met een donkerder rand/horrorfilmesthetiek, representatief voor de deathrock- en horrorpunkgenres. Vergeleken met de meeste punkbands van het tijdperk, bevatten 45 Grave-nummers stop-start mid-song tempoveranderingen, instrumentalen en agressief muzikaal vakmanschap geaccentueerd door Cutlers virtuoze gitaarspel. Keyboards droegen bij aan de griezelige sfeer van veel nummers en gingen terug naar de protopunk garagebands uit de vroege jaren 1960. De band toonde ook een connectie met surfrock, wat tot uiting kwam in het instrumentale Surf Bat van Sleep in Safety. Het uiterlijk van de band was gebaseerd op horrorfilms (met name Italiaanse zombiefilms) om een gotische kampesthetiek te creëren. De lyrische thema's van de band namen echter vaak een ironische manier aan.

## Discografie

### Studioalbums
- 1983, 1993: Sleep in Safety (Enigma Records; Restless Records)
- 2012: Pick Your Poison (2012, Frontier)

### Ep's
- 1983: Phantoms (Enigma)
- 1984: What Is 45 Grave? A Tale of a Strange Phenomena (Enigma)

### Singles
- 1981: Black Cross/Wax" (Goldar)
- 1984: School's Out/Partytime ("The Story of Sabine)" (Enigma)

### Livealbums
- 1989: Only the Good Die Young (Restless)

### Compilatiealbums
- 1987: Autopsy (Restless)
- 1993: Debasement Tapes (Cleopatra Records)
- 2008: A Devil's Possessions - Demos & Live 1980-1983 (Cleopatra)

### Compilatie optredens
- 1980: Riboflavin Flavored, Non-Carbonated, Poly-Unsaturated Blood op Darker Skratcher (Los Angeles Free Music Society)
- 1981: Bobby op Light Bulb Magazine Number Four - The Emergency Cassette (Los Angeles Free Music Society)
- 1981: Evil, Concerned Citizen" en 45 Grave op Hell Comes to Your House (Bemisbrain)
- 1985: Partytime (Zombie Version) op The Return of the Living Dead (Original Motion Picture Soundtrack) (Enigma)
- 1985: Insurance from God op Enigma Variations (Enigma)